# Russocampus
Russocampus és un gènere monotípic d'aranyes araneomorfes de la subfamília Erigoninae, dins de la família dels  linífids asiàtics que conté  una única espècie, Russocampus polchaninovae.
Fou descrit per primera vegada per Andrei Tanasevitch l'any 2004, i només s'ha trobat a Rússia, a  l'Óblast de Bélgorod.